# Luca-Dante Spadafora
Luca-Dante Spadafora (* 1999) ist ein deutscher DJ und Musikproduzent der Genres Techno, Hardstyle, Psystyle, Rawstyle, Psytrance und House sowie Filmproduzent mit italienischen Wurzeln.

## Leben
Luca-Dante Spadafora wurde im Jahre 1999 geboren und wuchs in Hörstein auf. Er besuchte das Spessart-Gymnasium Alzenau, wo er das Abitur ablegte. In seiner Jugend begann Spadafora, sich für das Filmen zu interessieren, und erstellte mehrere sogenannte Brickfilme, also Filme, die mit Lego-Steinen per Stop-Motion-Verfahren animiert wurden. Mit seinem Film Raid gewann Spadafora beim Bayerischen Kinder- und Jugendfilmfestival 2018 eine lobende Anerkennung der Jury und den Publikumspreis. Mit Desaster gewann er den Preis des Bezirks Unterfranken.
Seit 2017 veröffentlicht er außerdem Musik. Die Musik ist dem Genre elektronische Musik zuzurechnen, insbesondere Techno, Hardstyle und House. Dabei arbeitet er mit verschiedenen anderen Produzenten, Rappern und Sängern wie Tream und Sääftig zusammen. 2023 gelang ihm im Verbund mit Niklas Dee und Octavian eine Chartplatzierung mit einem Techno-Remix des Songs Mädchen auf dem Pferd aus dem Film Bibi & Tina (2014). Der Song erreichte Platz eins der deutschen Charts.
Seit Dezember 2023 releast er auch unter dem Pseudonym Beats by Luca.

## Diskografie
- 2020: TBU (mit Pauline)
- 2020: PSY
- 2020: Enough (mit IYO & Mathis Wunderlich)
- 2021: NVM (mit S A R A H)
- 2021: LTD (mit F E L I X)
- 2021: OVU (mit S A R A H)
- 2021: OK Lets Go
- 2021: Jägermeister
- 2022: Bayrisch Drop (mit Sääftig)
- 2022: SIUU
- 2022: Dinga Dinga
- 2022: Tornado
- 2022: Dirndl Beat (mit Sääftig)
- 2022: I Love You Baby
- 2022: Ohne Benzin
- 2022: IDC (mit F E L I X)
- 2022: Noot Noot
- 2022: Can I Get a Hoya
- 2022: München (mit Tream)
- 2022: Your Eyes (mit Niklas Dee)
- 2022: Suppe
- 2022: Rauch nich’ (mit Sääftig)
- 2023: Hörst du die Regenwürmer husten? (mit Lana Melody)
- 2023: 3 Tage wach
- 2023: Rhythm Is a Dancer (mit Niklas Dee)
- 2023: Paradies (mit Tream & Niklas Dee)
- 2023: Strobo Pop XXL (mit Die Atzen, Niklas Dee & Nena)
- 2023: Oh Shit (mit Zombic)
- 2023: Mädchen auf dem Pferd (mit Niklas Dee & Octavian)
- 2023: Zelten auf Kies (Luca-Dante Spadafora & Niklas Dee Remix) (mit Niklas Dee & Tream)
- 2023: Tabu RMX (mit Yung Yury, Niklas Dee & Lena)
- 2023: Safe and Sound (Niklas Dee & Luca-Dante Spadafora Remix) (mit Neptunica & Niklas Dee)
- 2023: About You Now (How I Feel) (mit Niklas Dee)
- 2023: Rettung der Party (mit The Holy Santa Barbara & Nooon)
- 2023: Hey Rosi (Polka Techno)
- 2023: Sarà perché ti amo (mit Ricchi e Poveri)
- 2023: Feel the Same (mit Carl :Cries & Niklas Dee)
- 2023: Winter Wonderland (mit Niklas Dee & July)
- 2023: Ich nehm dich bei der Hand (SimsalaGrimm) (als Luca-Dante Spadafora & Beats by Luca)
- 2024: Eislaufen 2k24 (als Beats by Luca mit Rowli & Hank)
- 2024: One Night Stand (mit Finch & Katja Krasavice feat. Niklas Dee)
- 2024: Hush Little Baby (mit Harris & Ford & Jane in the Box)
- 2024: Veo Veo (als Beats by Luca mit Noiseflow)
- 2024: I Love It (als Luca-Dante Spadafora & Beats by Luca)
- 2024: Discoteque (als Beats by Luca mit Lotus)
- 2024: Up, Up, Up, (Nobody’s Perfect) (feat. Lina)
- 2024: Pyrotechnik ist doch kein Verbrechen (als Beats by Luca mit The Holy Santa Barbara)
- 2024: Let Me Go (mit MOTi & Vize)
- 2024: Aperol Spritz (Techno Version) (als Beats by Luca mit Aditotoro, Vincent Gross & Paulomuc)

## Auszeichnungen für Musikverkäufe
Anmerkung: Auszeichnungen in Ländern aus den Charttabellen bzw. Chartboxen sind in ebendiesen zu finden.
| Land/RegionAuszeichnungen für Musikverkäufe (Land/Region, Auszeichnungen, Verkäufe, Quellen) | Gold | Platin     | Verkäufe | Quellen           |
| -------------------------------------------------------------------------------------------- | ---- | ---------- | -------- | ----------------- |
| Deutschland (BVMI)                                                                           | —    | Platin1    | 600.000  | musikindustrie.de |
| Österreich (IFPI)                                                                            | —    | Platin1    | 30.000   | ifpi.at           |
| Schweiz (IFPI)                                                                               | —    | Platin1    | 20.000   | hitparade.ch      |
| Insgesamt                                                                                    | —    | 3× Platin3 |          |                   |